# لاري ليتل
لاري ليتل (بالإنجليزية: Larry Little)‏ هو لاعب كرة قدم أمريكية أمريكي، ولد في 2 نوفمبر 1945 في سافانا في الولايات المتحدة.

## وصلات خارجية
- لاري ليتل على موقع مرجع كرة القدم المحترفة.كوم (الإنجليزية)
- لاري ليتل على موقع قاعة فلوريدا للمشاهير الرياضية (الإنجليزية)